# MechAssault: Phantom War
MechAssault: Phantom War est un jeu vidéo d'action sorti en 2007 sur Nintendo DS. Le jeu a été développé par Backbone Entertainment et édité par Majesco.